# 忠清北道

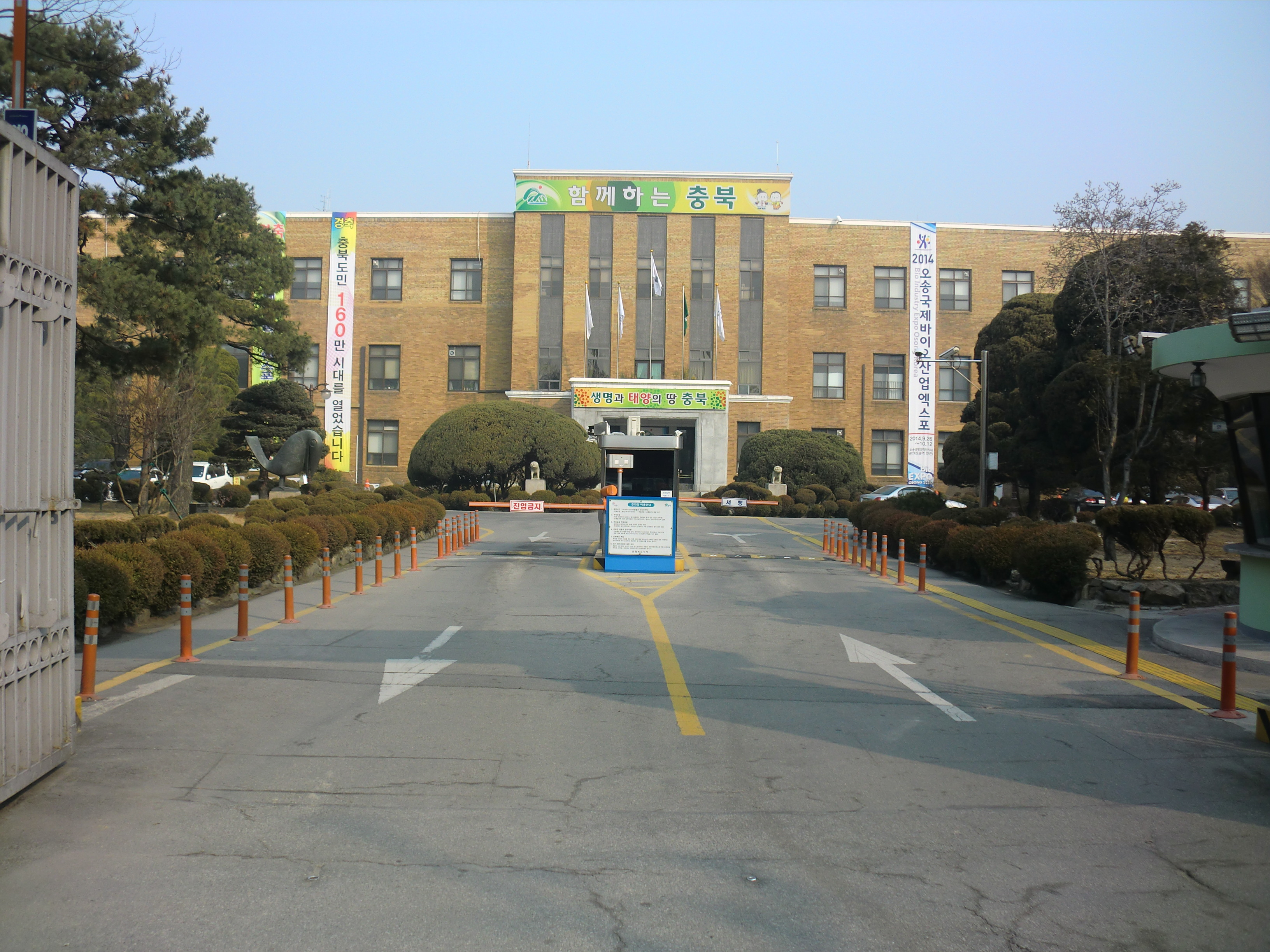
忠清北道庁

忠清北道（チュンチョンブクド、ちゅうせいほくどう、朝鮮語: 충청북도）は、大韓民国のほぼ中央、朝鮮半島中南部に位置する道である。通常は忠北（チュンブク、충북）と略される。
1896年、勅令第36号で朝鮮八道における忠清道の東半分を「忠清北道」と定めた。1945年以降は大韓民国の行政区画となり、現在に至る。道庁所在地は清州市。

## 概説
- 面積　7,431.50平方キロ
- 人口　1,527,339人 (2007)

北を京畿道と江原特別自治道、西を忠清南道と世宗特別自治市、大田広域市、東を慶尚北道、南を全北特別自治道と接する。従って大韓民国唯一の内陸道（周りを海と接していない道）となる。ほとんどが山地であり、蘆嶺山脈と小白山脈が道の多くの面積を占める。気候は内陸部なので寒暖の差が激しい。小白山脈は国定公園に指定されており、観光地の一つである。
農業が発達し、コメ・大麦・大豆・サツマイモ・ブドウ・スモモなどを生産している。高麗人参とタバコの葉の生産においては韓国有数である。また、絹織物の生産は道の重要産業の一つである。
タバコ栽培は1912年にアメリカ合衆国から導入され、バージニアから移植された。金・鉄・石炭・蛍石・モリブデンなど地下資源を埋蔵し、大理石や石灰石も採掘される。
1992年に日本の山梨県と姉妹道県提携をしている。海に面していない内陸地域である点、ブドウやスモモの果樹栽培が盛んな点、また首都ソウルから道庁所在地の清州市までの距離が、日本の首都東京から山梨県の県庁所在地の甲府市までの距離とほぼ同じ（約130km）であるといった共通点を持つ。1997年には提携5周年記念事業として、山梨県立考古博物館において特別展「韓国・忠清北道の古代文化展」が開催された。なお、清州市と甲府市も2002年に友情都市提携をしている。
1月の平均気温：
忠州（-4.1℃）　清州（-2.8℃）　堤川（-5.3℃）
8月の平均気温：
忠州（24.8℃） 清州（25.4℃）　堤川（23.7℃）

## 歴史
- 古代の馬韓の地であり、三国時代前期には百済、高句麗、新羅の交界地となり、後に百済領となった。
- 統一新羅時代に中原と西原の小京を設置、高麗時代の995年に中原道が設置され、1106年に忠清道となった。
- 1896年 - 忠清北道と南道に分割され、忠清北道観察使が忠州に駐在、1908年清州に移転して現在の忠清北道庁になっている。
- 1914年3月1日 - 行政区域の統廃合が行われ10の郡に統合される。
- 1931年4月1日 - 行政制度改正に伴い清州面、忠州面が邑に昇格。
- 1940年11月1日 - 永同面、堤川面が邑に昇格。
- 1946年6月1日 - 清州面が清州府に昇格。
- 1995年 - 3市8郡に統合。
- 2003年 - 槐山郡から曾坪邑と道安面を分離して曾坪郡を新設
- 2014年7月1日 - 清州市と清原郡が統合

## 行政
- 忠清北道知事：李始鍾（이시종 イ・シジョン、2010年7月1日～現在）第33･34･35代（民選5･6･7期）
  - 第32代（民選4期）：鄭宇澤（정우택 チョン・ウテク、2006年7月1日～2010年6月30日）
  - 第31代（民選3期）：李元鍾（이원종 イ・ウォンジュン、2002年7月1日～2006年6月30日）
  - 第30代（民選2期）：李元鍾（이원종 イ・ウォンジュン、1998年7月1日～2002年6月30日）
  - 第29代（民選1期）：朱炳徳（주병덕 チョ・ビョンドク、1995年7月1日～1998年6月30日）

出典：忠清北道道知事室ホームページ「역대도지사 」（歴代道知事）。
- 道議会：32議席（地域区29＋比例代表3）地域区は小選挙区制。

|            |            | 合計 議席数 | 党派別内訳 | 党派別内訳 |
| 共に民主党 | 自由韓国党 | 合計 議席数 |            |            |
| 合計       | 合計       | 32          | 28         | 4          |
| ---------- | ---------- | ----------- | ---------- | ---------- |
| 内訳       | 地域区     | 29          | 26         | 3          |
| 内訳       | 比例代表   | 3           | 2          | 1          |
出典：忠清北道議会ホームページ（2018年10月21日閲覧）。

## 忠清北道の自治体
忠清北道には3市8郡が設けられている。

### 市部
1. 清州市(道庁所在地)
  - 上党区
  - 興徳区
  - 清原区
  - 西原区
2. 忠州市
3. 堤川市

### 郡部
1. 丹陽郡
2. 槐山郡
3. 陰城郡
4. 鎮川郡
5. 報恩郡
6. 沃川郡
7. 永同郡
8. 曽坪郡

## 出身者
- LUNE、アイドル、ミュージシャン（DKB）（清州市）
- 潘基文 - 第8代国際連合事務総長
- 都鍾煥 - 詩人、政治家、文化体育観光部長官
- オム・ジョンファ - 歌手、女優
- ユ・ヘジン - 俳優
- オム・テウン - 俳優
- キム・ハヌル - 女優
- イ・ヒョリ - 歌手
- チャン・ユンジョン - 歌手
- ハン・ヒョジュ - 女優
- ムンビン - ASTRO
- ジホ - 歌手
- チュウ - 歌手
- キムリップ - 今月の少女
- シンビ - VIVIZ
- フィヨン - SF9

## 姉妹県・州
- アイダホ州（1992年）
- 山梨県（1992年）
- 黒竜江省（1996年）
- コリマ州（1999年）

## 日本の姉妹都市
- （青森県五戸町） - （沃川郡）
- （東京都武蔵野市） - （忠州市）
- （山梨県甲府市） - （清州市）
- （宮崎県宮崎市） - （報恩郡）